# Nahunta
Nahunta es una ciudad ubicada en el condado de Brantley en el estado estadounidense de Georgia. En el año 2000 tenía una población de 930 habitantes.

## Geografía
Nahunta se encuentra ubicada en las coordenadas 31°12′16″N 81°58′56″O / 31.20444, -81.98222 (31.204527, -81.982285).
Según la Oficina del Censo, la localidad tiene un área total de 7,7 km² (3 mi²), de la cual 7,7 km² (3 mi²) es tierra y 0 km² (0 mi²) (0.00%) es agua.

## Demografía
Según la Oficina del Censo en 2000 los ingresos medios por hogar en la localidad eran de $25,368, y los ingresos medios por familia eran $29,792. Los hombres tenían unos ingresos medios de $26,184 frente a los $21,083 para las mujeres. La renta per cápita para la localidad era de $12,790. 